# Ратина
«Ратина» (фин. Ratinan) — это многоцелевой стадион в Тампере, Финляндия, вмещающий 17 000 человек или до 32 000 человек во время проведения концертов.
Стадион используется преимущественно для проведения футбольных матчей. Ратина является домашней ареной футбольного клуба Тампере Юнайтед и иногда используется сборной Финляндии по футболу.
На стадионе выступали такие музыкальные коллективы, как Red Hot Chili Peppers, Iron Maiden, Toto, AC/DC, Брюс Спрингстин и англ. E Street Band.